# Decote

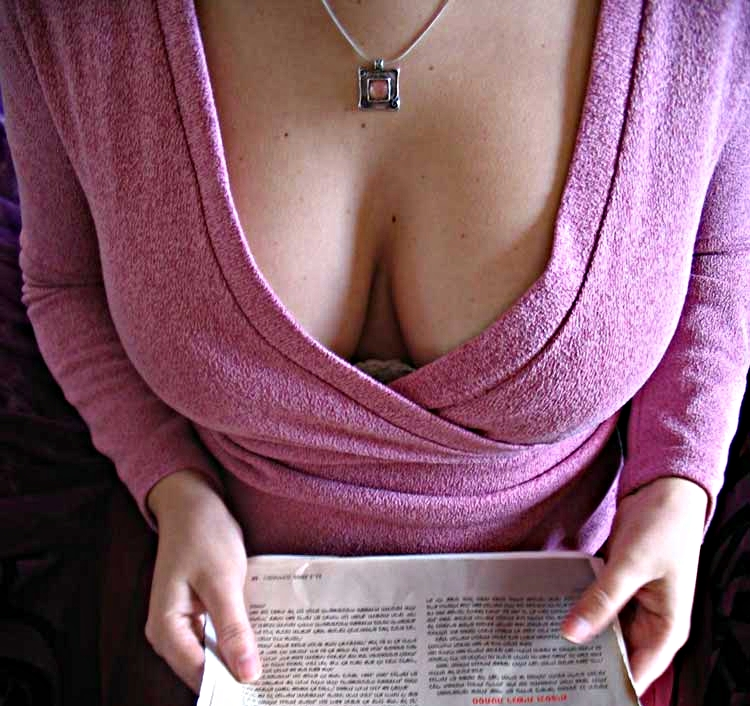
Imagem de um decote feminino.

Decote (do francês décolletage ou décolleté) é o recorte ou abertura em uma roupa que deixa à mostra os ombros, parte dos seios ou as costas. A versão vitoriana deixava os ombros à mostra. O decote é um componente tradicional de vestidos toalete e vestidos de baile. A IFFA (International Federation of Associations of Anatomists), associação que dá nomes as partes do corpo, chama a região exposta pelo decote de “sulco intermamário ou fissura intermamária”.

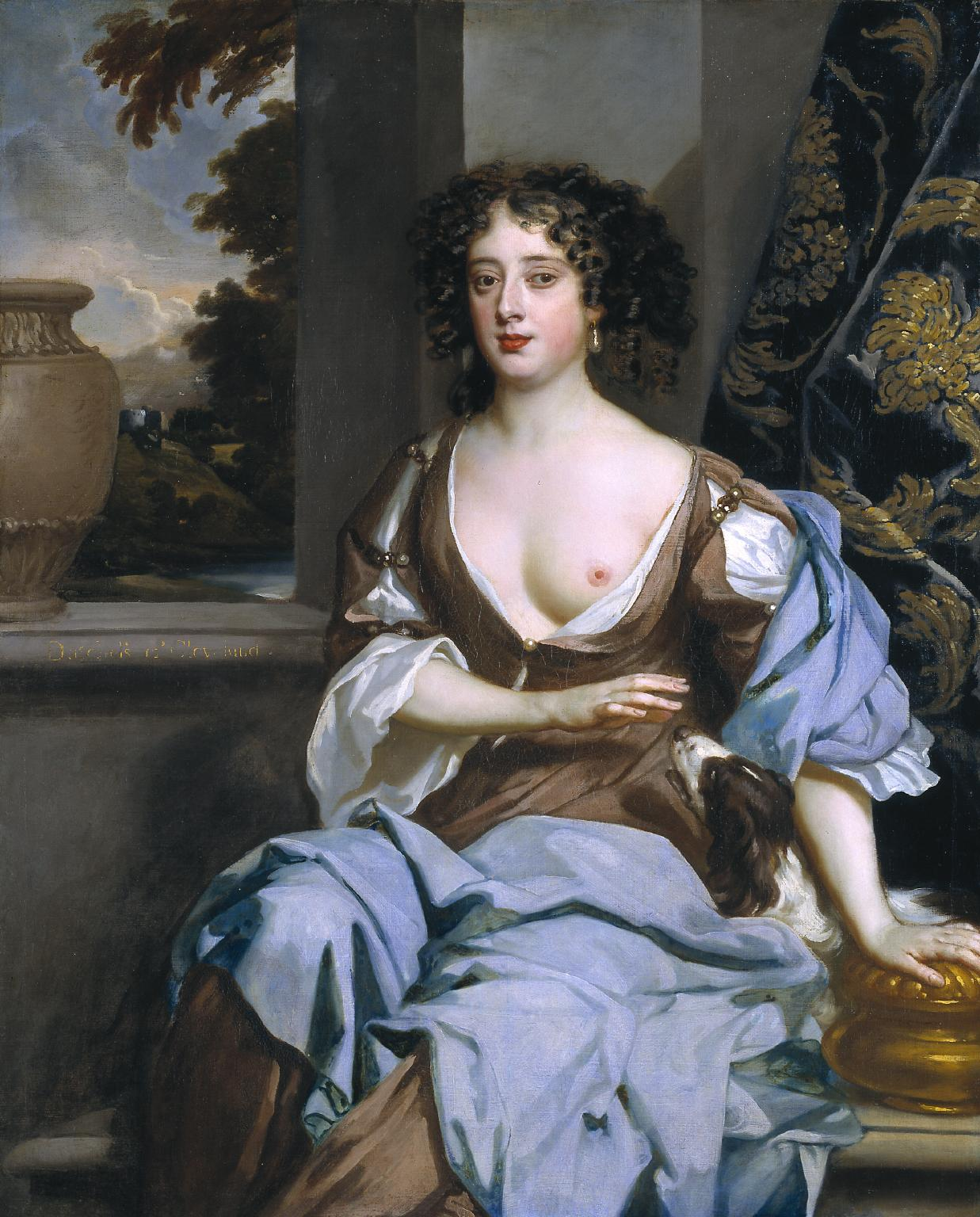
Retrato de Barbara Palmer, Duquesa de Cleveland (1640-1709), com o peito exposto. Quadro do pintor Peter Lely.

Em muitas sociedades europeias entre o Renascimento e o século XIX, usar vestidos decotados que expunham os seios era mais aceitável do que no início do século 20; Pernas, tornozelos e ombros nus femininos foram considerados mais ousados do que seios expostos. Nos círculos aristocráticos e da classe alta, a exibição de seios era às vezes considerada um símbolo de status; um sinal de beleza, riqueza e posição social. O peito nu invocava associações com esculturas de nus artísticos da Grécia clássica que influenciaram a arte, escultura e arquitetura do período.  A popularização do sutiã na década de 1950 tornou mais comum o uso de decotes e a busca por implantes de silicone nos seios.

## Interesse pelo decote
Psicologistas evolutivos teorizam que ao contrário dos humanos, que têm seios permanentemente largos, nos primatas as mamas aumentam somente no período da ovulação para chamar a atenção do macho, mesmo que essa fêmea não esteja realmente fértil.
O zoologista e etologista inglês Desmond Morris teoriza em seu livro O Macaco Nu que o decote expressivo mostra os seios de forma semelhante à fenda ou ao cofrinho em sua exposição parcial, formada entre as nádegas, o que pode resultar na atração masculina.